# Gommiswald
Gommiswald är en ort och kommun i distriktet See-Gaster i kantonen Sankt Gallen, Schweiz. Kommunen har 5 657 invånare (2023).
I kommunen finns byarna Ernetschwil, Gebertingen, Gommiswald, Ricken, Rieden och Uetliburg. Ernetschwil och Rieden var tidigare egna kommuner, men inkorporerades i Gommiswald den 1 januari 2013. 